# Claës Sundin
Claës Emil Sundin, född den 19 februari 1863 i Stockholm, död den 5 september 1947 i Uppsala, var en svensk militär. Han var son till Christian Anders Sundin.
Sundin blev underlöjtnant i Första livgrenadjärregementet 1881 och löjtnant där 1889. Han genomgick Krigshögskolan 1884–1886 och var generalstabsaspirant 1887–1890. Sundin blev löjtnant vid generalstaben 1892, kapten där 1895 och major 1902. Han blev stabschef i VI. arméfördelningen 1901 och souschef 1904. Sundin befordrades till överstelöjtnant 1905 och till överste 1908. Han blev chef vid generalstabens krigshistoriska avdelning 1905, chef för kommandoexpeditionen 1909, chef för Upplands infanteriregemente 1911 och därjämte chef för 9. infanteribrigaden 1916. Sundin beviljades avsked 1923. Han var ledamot i direktionen över Arméns pensionskassa 1923–1931. Sundin invaldes som ledamot av Krigsvetenskapsakademien 1906. Han blev riddare av Svärdsorden 1902, kommendör av andra klassen av samma orden 1911 och kommendör av första klassen 1915.